# Samantha Shannonová
Samantha Shannonová (* 8. listopadu 1991) je britská spisovatelka dystopie a fantasy. Jejím prvním románem je kniha Kostičas (v originále The Bone Season), která vyšla v originále v roce 2012, v Česku v roce 2014 a je první knihou stejnojmenné série.

## Životopis
Samantha Shannonová se narodila a vyrostla v Londýně. Studovala na Oxfordské univerzitě anglický jazyk a literaturu.
V patnácti letech napsala romantický sci-fi příběh Aurora, který nebyl nikdy vydán. V devatenácti začala psát román Kostičas, který publikovala v roce 2012. Jedná se o první knihu sedmidílné série nazvané v originále The Bone Season, které vydává britské nakladatelství Bloomsbury.
Kniha získala velký ohlas a hned po vydání obsadila přední příčky žebříčku nejlépe prodávajících knih, který sestavuje deník The New York Times.
Její kniha je srovnávána s knihami o Harrym Potterovi od J. K. Rowlingové. Samantha je označována jako „nová Rowlingová“. Shannonová se takovému označování brání.
Knihy Samanthy Shannon pro nakladatelství Host s výjimkou dvou novel a románu Den, kdy padla noc přeložila Lenka Kapsová.

## Díla
Série Kostičas (The Bone Season)
Samantha Shannon připravuje sérii jako heptalogii.
1. Kostičas (román, v originále The Bone Season)[6]
2. Vidořád (román, v originále The Mime Order)[7] [8]
3. A zrodí se píseň (román, v originále The Song Rising), v ČR vyšlo v říjnu 2017
4. Když spadne maska (román, v originále The Mask Falling, 2021), v ČR v roce 2022
5. The Dark Mirror (román, vyšlo v angličtině roku 2025)[9]

Novely doplňující sérii Kostičas
- Bledý snílek (v originále The Pale Dreamer) – děj se odehrává před románem Kostičas, v ČR vyšlo souborně s novelou Píseň úsvitu v překladu Kateřiny Hajžmanové v roce 2023
- Píseň úsvitu (v originále The Dawn Chorus) – dějově patří mezi romány A zrodí se píseň a Když spadne maska, v ČR vyšlo souborně s novelou Bledý snílek v překladu Kateřiny Hajžmanové v roce 2023

#### Série Kořeny chaosu (The Roots of Chaos)
1. Den, kdy padla noc (v originále A Day of Fallen Night, 2023), v ČR vyšlo v překladu Kateřiny Hajžmanové na podzim roku 2024[5]
2. Převorství u pomerančovníku (v originále The Priory of the Orange Tree, 2019), v ČR vyšlo v roce 2020

Román Den, kdy padla noc byl sice napsán později, než první román, ale dějově Převorství u pomerančovníku předchází, tedy je jeho prequelem.